# Шаховский, Яков Иванович
Князь Яков Иванович Шаховской (1 июня 1846 – 24 сентября 1899) — Свиты Его Императорского Величества контр-адмирал, командир Гвардейского экипажа.

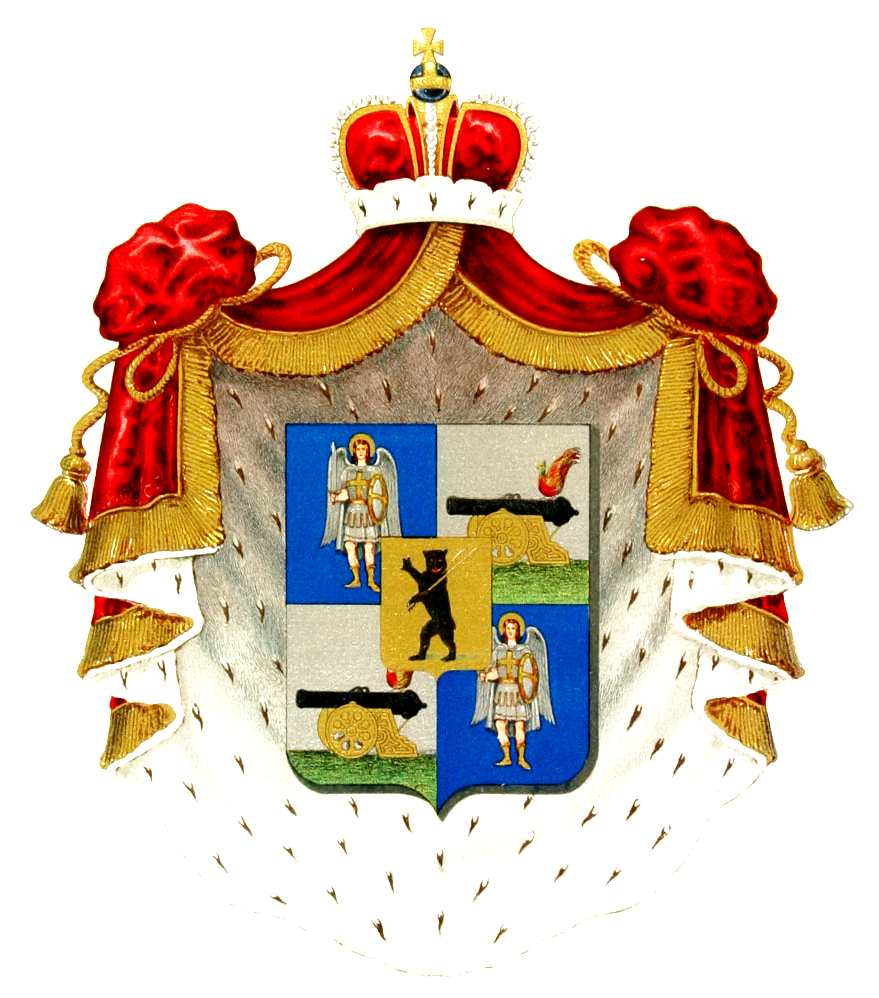
Герб княжеского рода Шаховских

## Происхождение
Принадлежал к старинному княжескому роду Шаховских. Родился в семье отставного подпоручика, помещика и предводителя дворянства Осташковского уезда Тверской губернии князя Ивана Яковлевича Шаховского (1820 – 1859) и княгини Екатерины Петровны Шаховской, урожденной Корбутовской.

## Служба
Окончил Морское училище. 4 апреля 1867 года произведен в мичманы. В 1867-1869 годах служил на корвете «Аскольд». В 1870 году на корвете «Варяг» участвовал в экспедиции русского флота в Северный Ледовитый океан под командованием вице-адмирала К. Н. Посьета. 29 декабря 1870 года переведен в Гвардейский экипаж.
1 января 1871 года произведен в лейтенанты. В 1871-1873 годах, в должности вахтенного начальника, совершил кругосветное плавание на фрегате «Светлана». 31 июля 1873 года «за вояж» награжден орденом Св. Станислава III степени. В 1875 году награжден орденом Св. Анны III степени.
В 1876 году служил старшим офицером на императорской яхте «Держава».
Во время русско-турецкой войны в должности адъютанта Гвардейского экипажа принимал участие в боевых действиях на Дунае. 11 ноября 1878 года «за отличие» награжден орденом Св. Станислава II степени с мечами. 20 февраля 1878 года назначен адъютантом при великом князе Алексее Алексеевиче.
15 мая 1883 года «за отличие по службе» произведен в капитаны 2-го ранга. В 1883 году награжден орденом Св. Анны II степени. 14 апреля 1884 года назначен старшим офицером императорской яхты «Александрия». 13 апреля 1886 года награжден орденом Св. Владимира IV степени.
12 января 1887 года назначен командиром яхты «Стрельна». 24 апреля 1888 года награжден орденом Св. Станислава II степени. 25 июля 1888 года утверждено пожалование прусским орденом Короны II класса с пожалованием 14 июня 1892 года звезды к ордену.
23 января 1889 года назначен командиром крейсера «Азия». 1 января 1890 года произведен в капитаны 1-го ранга.
14 мая 1890 года назначен командиром яхты «Полярная звезда». 19 мая 1890 года назначен флигель-адъютантом. 19 мая 1890 года «за порядок на судне» объявлена Монаршая благодарность. В 1891 года пожалован орденом Данеброга командорского креста I класса. В 1894 году награжден орденом Св. Владимира III степени. В том же году пожалован орденом Почётного легиона офицерского креста.
2 апреля 1895 года произведен в контр-адмиралы с назначением в Свиту Его Величества. 17 ноября 1895 года назначен командиром Гвардейского экипажа. В том же году пожалован греческим орденом Спасителя гранд-командорского креста. В 1897 году награжден орденом Св. Станислава I степени. 3 января 1898 года «за полезные труды в высочайше учрежденной комиссии о предупреждении занесения в Империю чумной заразы и о борьбе с ней» награжден орденом Св. Анны I степени.
Похоронен на Тихвинском кладбище.